# Poursuite par équipes féminine aux Jeux olympiques d'été de 2016
Navigation
Londres 2012 Tokyo 2020
La poursuite par équipes féminine, épreuve de cyclisme sur piste des Jeux olympiques d'été de 2016, a lieu du 11 au 13 août 2016 sur le vélodrome de Barra, à Rio de Janeiro, au Brésil.
La médaille d'or revient à la Grande-Bretagne, la médaille d'argent aux États-Unis et la médaille de bronze au Canada.
L'équipe britannique bat le record du monde à trois reprises au cours de cette compétition, l'établissant à 4 min 10 s 236 en finale.

## Résultats

### Qualifications
| Rang | Pays             | Coureuses                                                           | Résultat       | Notes |
| ---- | ---------------- | ------------------------------------------------------------------- | -------------- | ----- |
| 1    | Grande-Bretagne  | Katie Archibald Laura Trott Elinor Barker Joanna Rowsell            | 4:13.260 RM RO | Q     |
| 2    | États-Unis       | Sarah Hammer Kelly Catlin Chloe Dygert Jennifer Valente             | 4:14.286       | Q     |
| 3    | Australie        | Georgia Baker Annette Edmondson Amy Cure Melissa Hoskins            | 4:19.059       | Q     |
| 4    | Canada           | Allison Beveridge Jasmin Glaesser Laura Brown Georgia Simmerling    | 4:19.599       | Q     |
| 5    | Nouvelle-Zélande | Lauren Ellis Racquel Sheath Rushlee Buchanan Jaime Nielsen          | 4:20.061       | Q     |
| 6    | Chine            | Huang Dongyan Jing Yali Ma Menglu Zhao Baofang                      | 4:25.246       | Q     |
| 7    | Italie           | Simona Frapporti Tatiana Guderzo Francesca Pattaro Silvia Valsecchi | 4:25.543       | Q     |
| 8    | Pologne          | Daria Pikulik Edyta Jasińska Justyna Kaczkowska Natalia Rutkowska   | 4:28.988       | Q     |
| 9    | Allemagne        | Gudrun Stock Charlotte Becker Mieke Kröger Stephanie Pohl           | 4:30.068       |       |

### Premier tour
| Rang | Manche | Pays             | Coureuses                                                           | Résultat | Notes |
| ---- | ------ | ---------------- | ------------------------------------------------------------------- | -------- | ----- |
| 1    | 4      | Grande-Bretagne  | Katie Archibald Laura Trott Elinor Barker Joanna Rowsell            | 4:12.152 | RM RO |
| 2    | 3      | États-Unis       | Sarah Hammer Kelly Catlin Chloe Dygert Jennifer Valente             | 4:12.282 |       |
| 3    | 4      | Canada           | Allison Beveridge Jasmin Glaesser Kirsti Lay Georgia Simmerling     | 4:15.636 |       |
| 4    | 2      | Nouvelle-Zélande | Lauren Ellis Racquel Sheath Rushlee Buchanan Jaime Nielsen          | 4:17.592 |       |
| 5    | 3      | Australie        | Georgia Baker Annette Edmondson Amy Cure Melissa Hoskins            | 4:20.262 |       |
| 6    | 1      | Italie           | Simona Frapporti Tatiana Guderzo Francesca Pattaro Silvia Valsecchi | 4:22.964 |       |
| 7    | 1      | Chine            | Huang Dongyan Jing Yali Ma Menglu Zhao Baofang                      | 4:23.678 |       |
|      | 2      | Pologne          | Daria Pikulik Edyta Jasińska Justyna Kaczkowska Natalia Rutkowska   | DSQ      |       |

### Finales

#### Match pour les septième et huitième places
| Rang | Pays  | Coureuses                                      | Résultat | Notes |
| ---- | ----- | ---------------------------------------------- | -------- | ----- |
| 7    | Chine | Huang Dongyan Jing Yali Ma Menglu Zhao Baofang |          |       |

#### Match pour les cinquième et sixième places
| Rang | Pays      | Coureuses                                                              | Résultat | Notes |
| ---- | --------- | ---------------------------------------------------------------------- | -------- | ----- |
| 5    | Australie | Georgia Baker Annette Edmondson Ashlee Ankudinoff Amy Cure             | 4:21.232 |       |
| 6    | Italie    | Beatrice Bartelloni Tatiana Guderzo Francesca Pattaro Silvia Valsecchi | 4:28.368 |       |

#### Match pour les troisième et quatrième places
| Rang               | Pays             | Coureuses                                                       | Résultat | Notes |
| ------------------ | ---------------- | --------------------------------------------------------------- | -------- | ----- |
| Médaille de bronze | Canada           | Allison Beveridge Jasmin Glaesser Kirsti Lay Georgia Simmerling | 4:14.627 |       |
| 4                  | Nouvelle-Zélande | Lauren Ellis Racquel Sheath Rushlee Buchanan Jaime Nielsen      | 4:18.459 |       |

#### Finale pour les deux premières places
| Rang              | Pays            | Coureuses                                                | Résultat | Notes |
| ----------------- | --------------- | -------------------------------------------------------- | -------- | ----- |
| Médaille d'or     | Grande-Bretagne | Katie Archibald Laura Trott Elinor Barker Joanna Rowsell | 4:10.236 | RM RO |
| Médaille d'argent | États-Unis      | Sarah Hammer Kelly Catlin Chloe Dygert Jennifer Valente  | 4:12.454 |       |